# 苗神客
苗神客（7世纪—690年10月2日），沧州东光人。
唐高宗年间，武皇后劝高宗广召文词之士进入宫禁修书，著作郎元万顷、左史范履冰、苗神客，右史周思茂、胡楚宾、卫敬业都在其中，前后撰《列女传》《臣轨》《百僚新诫》《乐书》等千余卷。每有朝廷疑议及百司表疏，武皇后都密令元万顷等参决，以分宰相之权，时人称他们为“北门学士”。周思茂、范履冰、苗神客供奉帝后左右二十余年。
唐高宗调露元年（679年），有鸣鵽群飞入塞，相继蔽野，二年（680年）正月又向北飞，到灵夏以北又都坠地而死，且都没有头。裴行俭问苗神客：“鸟兽之祥，乃应人事，何也？”苗神客对答：“人虽最灵，而禀性含气，同于万类，故吉凶兆于彼，而祸福应于此。圣王受命，龙凤为嘉瑞者，和气同也。故汉祖斩蛇而验秦之必亡，仲尼感麟而知己之将死。夷羊在牧，殷纣已灭。瞿鹆来巢，鲁昭出奔。鼠舞端门，燕剌诛死。大鸟飞集，昌邑以败。是故君子虔恭寅畏，动必思义，虽在幽独，如承大事，知神明之照临，惧患难之及己。雉升鼎耳，殷宗侧身以修德，鵩止坐隅，贾生作赋以叙命。卒以无患者，德胜妖也。”
苗神客龙朔年间官至著作郎、弘文馆学士、上柱国，封济南县开国男。唐高宗崩后，武皇后以太后身份掌权。后来元万顷、苗神客都被流放，唐睿宗载初元年（690年）八月，武太后杀元万顷、苗神客。

## 作品
- 《大唐故右虞候副率检校左领军卫将军上柱国乙速孤府君碑铭（并序）》，志主乙速孤神庆